# Хрстич, Срджан
Срджан Хрстич (серб. Срђан Хрстић; род. 18 июля 2003, Сомбор, Воеводина) — сербский футболист, нападающий шведского «Хеккена».

## Клубная карьера
Начал заниматься футболом в десятилетнем возрасте в клубе «Кордун» из Кляичево. В 2017 году присоединился к юношеской команде «Спартака» из Суботицы. По итогам 2019 года был признан лучшим игроком юношеских команд клуба. С начала 2020 года стал привлекаться к тренировкам с основной командой. Дебютировал в чемпионате Сербии в матче последнего тура против «Напредака», заменив на 30-й минуте получившего травму Давида Дунджерски. В июле 2021 года подписал с клубом первый профессиональный контракт.
4 августа 2023 года перешёл в шведский «Хекен», с которым заключил контракт, рассчитанный на четыре с половиной года. Дебютировал за клуб 10 августа в матче третьего квалификационного раунда Лиги Европы с литовским «Жальгирисом», в котором забил два мяча. Первую игру в чемпионате Швеции провёл через три дня против «Варберга».

## Клубная статистика
| Выступление      | Выступление      | Выступление      | Лига | Лига | Кубки | Кубки | Конт. кубки | Конт. кубки | Итого | Итого |
| Клуб             | Лига             | Сезон            | Игры | Голы | Игры  | Голы  | Игры        | Голы        | Игры  | Голы  |
| ---------------- | ---------------- | ---------------- | ---- | ---- | ----- | ----- | ----------- | ----------- | ----- | ----- |
| Спартак Суботица | Суперлига        | 2019/20          | 1    | 0    | 0     | 0     | 0           | 0           | 1     | 0     |
| Спартак Суботица | Суперлига        | 2020/21          | 4    | 0    | 0     | 0     | 0           | 0           | 4     | 0     |
| Спартак Суботица | Суперлига        | 2021/22          | 17   | 3    | 1     | 0     | 0           | 0           | 18    | 3     |
| Спартак Суботица | Суперлига        | 2022/23          | 27   | 6    | 1     | 1     | 0           | 0           | 28    | 7     |
| Спартак Суботица | Суперлига        | 2023/24          | 1    | 1    | 0     | 0     | 0           | 0           | 1     | 1     |
| Спартак Суботица | Итого            | Итого            | 50   | 10   | 2     | 1     | 0           | 0           | 52    | 11    |
| Хеккен           | Алльсвенскан     | 2023             | 4    | 0    | 0     | 0     | 4           | 3           | 8     | 3     |
| Хеккен           | Итого            | Итого            | 4    | 0    | 0     | 0     | 4           | 3           | 8     | 3     |
| Всего за карьеру | Всего за карьеру | Всего за карьеру | 54   | 10   | 2     | 1     | 4           | 3           | 60    | 14    |